# Нушл (лунный кратер)
Кратер Нушл (лат. Nušl) — крупный ударный кратер в северном полушарии обратной стороны Луны. Название присвоено в честь чешского астронома и математика Франтишека Нушла (1867—1925) и утверждено Международным астрономическим союзом в 1970 г. Образование кратера относится к позднеимбрийскому периоду.

## Описание кратера

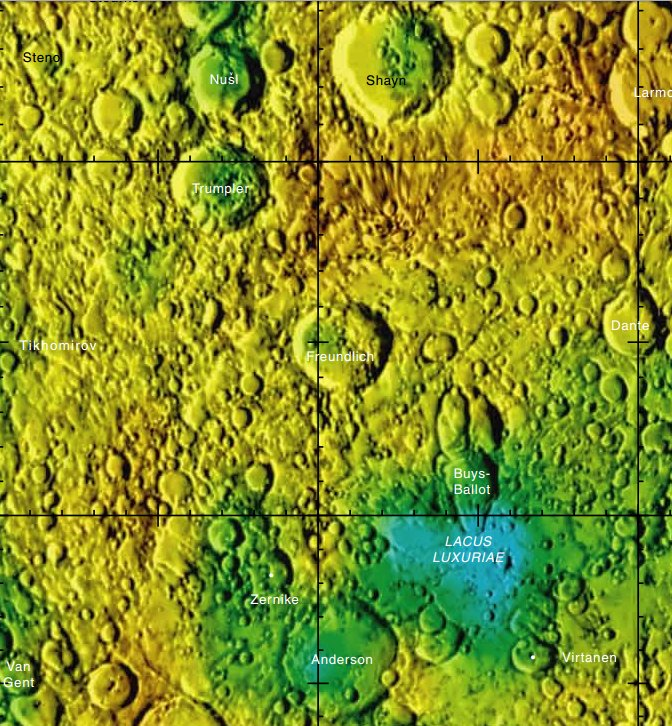
Окрестности кратера Нушл. Фрагмент карты обратной стороны Луны.

Ближайшими соседями кратера являются кратер Стено на западе; кратер Стирнс на западе-северо-западе; кратер Геттон на севере; кратер Шайн на востоке и кратер Трюмплер на юге. Селенографические координаты центра кратера 32°11′ с. ш. 167°27′ в. д. / 32,19° с. ш. 167,45° в. д., диаметр 60,6 км, глубина 2,7 км.
Кратер Нушл имеет полигональную форму и умеренно разрушен. Вал несколько сглажен, внутренний склон террасовидной структуры, неравномерный по ширине. Высота вала над окружающей местностью достигает 1220 м, объем кратера составляет приблизительно 3200 км³. Дно чаши относительно ровное, в западной части чаши находятся несколько мелких кратеров, имеется удлиненный центральный пик.

## Сателлитные кратеры
| Нушл | Координаты                                              | Диаметр, км |
| ---- | ------------------------------------------------------- | ----------- |
| E    | 32°49′ с. ш. 168°58′ в. д. / 32,81° с. ш. 168,97° в. д. | 26,5        |
| S    | 31°11′ с. ш. 164°07′ в. д. / 31,19° с. ш. 164,11° в. д. | 41,6        |
| Y    | 34°10′ с. ш. 166°49′ в. д. / 34,17° с. ш. 166,81° в. д. | 50,5        |

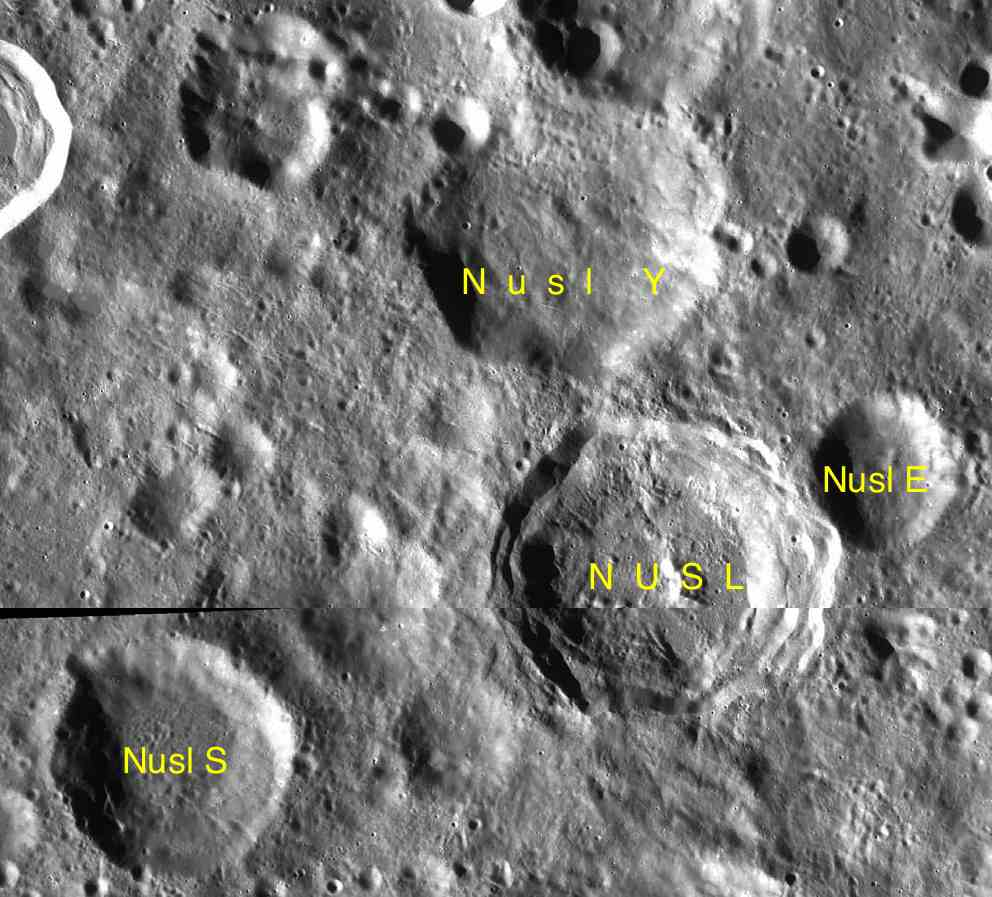
Фрагменты карт LAC-32, LAC-49.

- Образование сателлитных кратеров Нушл S и Y относится к нектарскому периоду[1].